# 科尔特斯 (科罗拉多州)
科尔特斯（西班牙語：Cortez），是美国科罗拉多州蒙特苏马郡下属的一座城市。建市于1902年11月10日，面积大约为6.241平方英里（16.164平方公里）。根据2010年美国人口普查，该市有人口8,482人。2011年估计该市有人口8,451人，相比2010年人口增长率为-0.37%。同时，论人口该市是科罗拉多州第53大城市。